# Vapor Vell (Reus)
|  | Per a altres significats, vegeu «Vapor Vell». |

El Vapor Vell és una fàbrica de Reus (Baix Camp) inclosa en l'Inventari del Patrimoni Arquitectònic de Catalunya.

## Descripció
La fàbrica donava al carrer de Sant Serapi i al carrer de Gornals. La part inclosa al Patrimoni és una nau industrial rectangular d'una sola planta, amb façanes al carrer de Sant Serapi i a un pati interior. Presenta un sòcol de pedra al llarg de la façana i a l'entrada del pati que hi ha a la dreta. Té una composició simètrica a partir de les obertures de la planta baixa i de les finestres que il·luminen l'interior de sostre molt alt. Portes i finestres són d'arc de mig punt rebaixat presentant una ornamentació de motllures a l'arc i als muntants. Hi ha un conjunt de cinc grups de finestres geminades, i remat de la barana en forma ondulant, ornades per motllures i botons de pedra artificial. La porta d'accés al pati de càrrega i descàrrega i a l'interior de la nau, presenta, en conjunt, una composició diferent de la resta de la façana. Per damunt de la porta de reixa s'obre un arc monumental rebaixat de maó, que descansa sobre mènsules de pedra cisellada, culminant en tres merlets coronats per arcs rodons. El coronament presenta arquets de punt rodó amb un botó addicional a la façana del pati.
La façana és d'obra vista i fusteria de fusta. Hi ha reixes a les finestres i una gran tanca metàl·lica a l'entrada del pati. L'edifici està molt ben conservat i és un clar exemple de construcció industrial d'inicis del segle xx.

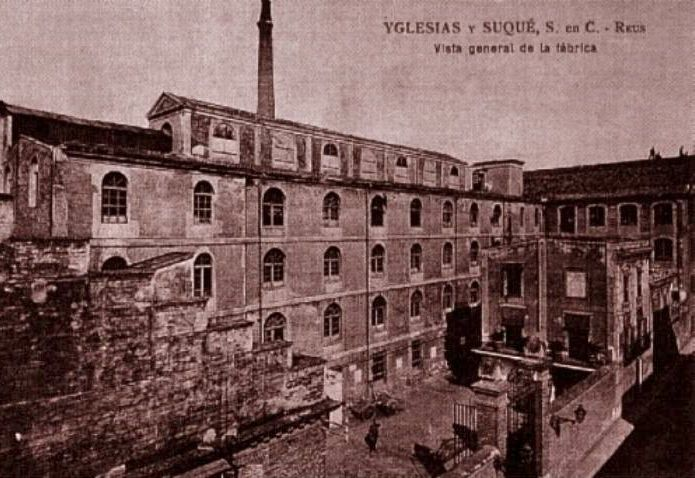
Imatge del Vapor Vell des del carrer de Jovellanos el 1910

## Història
L'any 1808, l'Ajuntament de Reus havia destinat a casa-hospici unes finques al carrer de Gornals que havia heretat, nomenant una junta d'administradors i on hi va instal·lar una escola per a nens, que ocupava també nenes i dones en treballs de costura i torns per filatura. Quan la Casa de Caritat va traslladar-se a l'edifici del Seminari, La Industrial Reusense va comprar els locals i els va ampliar. Aquesta societat, creada el 1843, es dedicava a la filatura del cotó, i va ser la primera empresa reusenca que va utilitzar la força motriu del vapor.
L'any 1854 es va fusionar amb Canals, Pàmies i Huguet, una empresa fundada el 1846 i dedicada al tissatge, per a constituir la Manufacturera de Algodón, instal·lada primerament al carrer de Batan i posteriorment al carrer de Gornals. La fusió va comportar un canvi de calderes de vapor, la modernització de la maquinària i la construcció de dependències annexes per a la tintoreria i el blanqueig, i oficines. El 1860 tenia 200 telers mecànics.
El 1876, el Vapor Vell va patir un incendi que reparà immediatament, ja que el 1877 va rebre la visita d'Alfons XII. Però el mateix any va començar a tenir problemes de rendibilitat, deguts a la crisi provocada per la sobreproducció de cotó i per les dificultats econòmiques provocades per l'obsolescència de la maquinària usada i per les mancances locals d'aigua i carbó. Pel novembre del 1877 van tancar la fàbrica, deixant entre aquesta empresa i La Fabril Cotonera 2.500 treballadors al carrer. El maig del 1878 es va organitzar una Junta de Auxilios a la Clase Obrera per fer front a l'atur i per ajudar a les famílies, que demanava adhesions a una subscripció pública econòmica i organitzà sis funcions de teatre, al Teatre Principal, per recollir fons pels obrers. La fàbrica es va re-capitalitzar més endavant i va sortir de la crisi.
El febrer del 1905, es va autoritzar la Manufacturera del Algodón a construir un edifici de nova planta al carrer de Sant Serapi, atribuït a Pere Caselles. El Vapor Vell, que tenia per eix el carrer de Sant Serapi, ocupava una extensió de 10.000 m² quan ja era la indústria descrita. El 1905, la societat es va dissoldre i la va comprar un nou propietari, Josep Iglésies Òdena, que, enriquit, va fer construir diverses cases a Reus fetes en època modernista: la Casa Punyed, el Mas d'Igésies i la casa Iglésies Òdena, al carrer de Jesús, pensada com a residència dels tècnics superiors del Vapor Vell.
L'empresa va plegar cap al 1960. El 2006, la part del recinte fabril, inclosa a l'inventari del Patrimoni Arquitectònic va ser restaurada. En un primer moment per destinar-la a nova seu del Col·legi d'Arquitectes a Reus, amb una sala d'actes i exposicions que mantenia l'alçada de la nau, i un cos de mitja alçada pels serveis i un altell destinat a les oficines del Col·legi. El soterrani, en una bona part situat sota el pati d'entrada, amb un sostre de voltes de maó, es va destinar a arxiu, i conservava encara restes de l'antiga fàbrica de vapor. Actualment l'edifici és propietat del COAC però no la seva seu a Reus.